# Obrium
Obrium är ett släkte av skalbaggar som beskrevs av Pierre François Marie Auguste Dejean 1821. Obrium ingår i familjen långhorningar.

## Bildgalleri

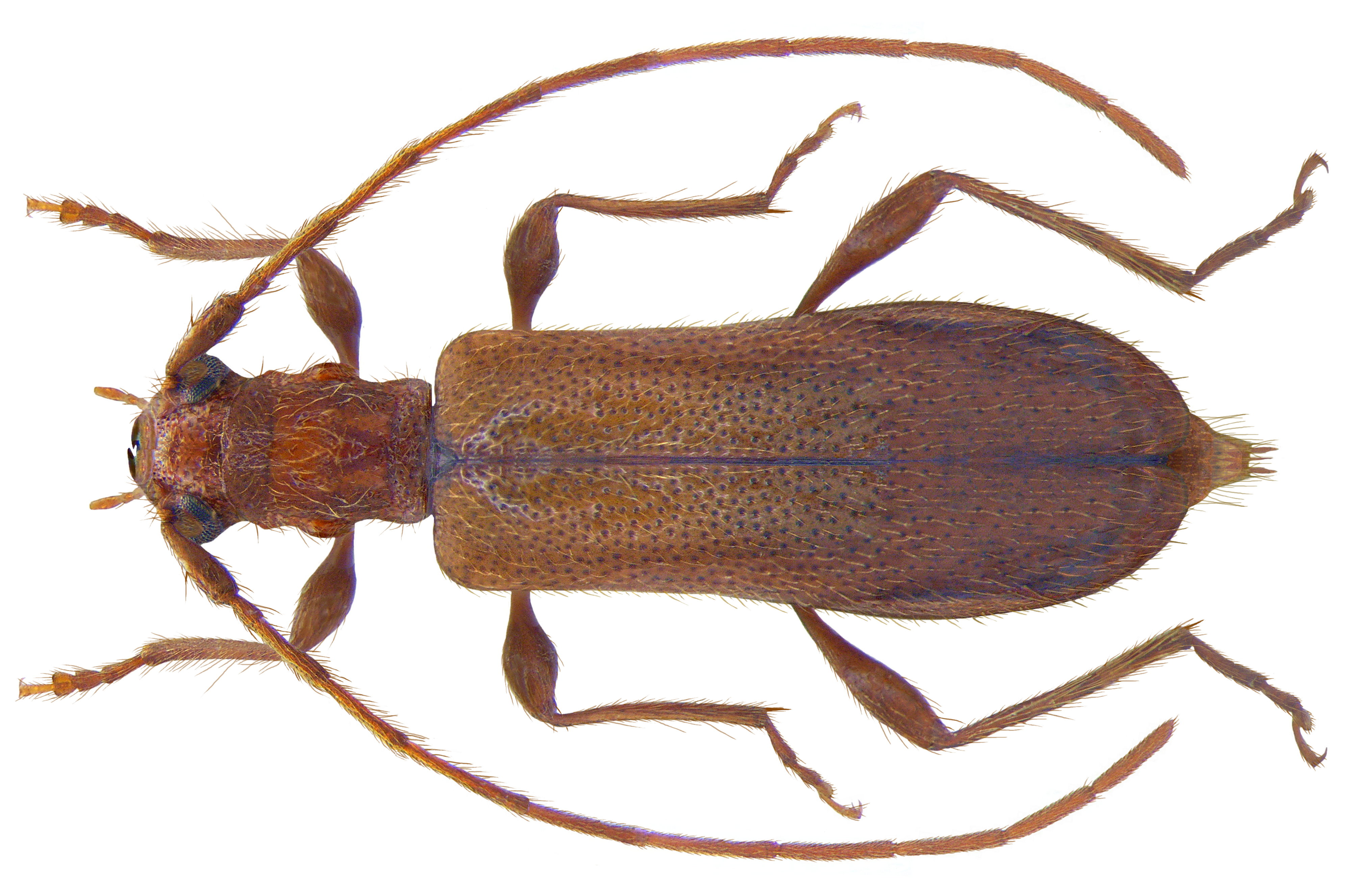
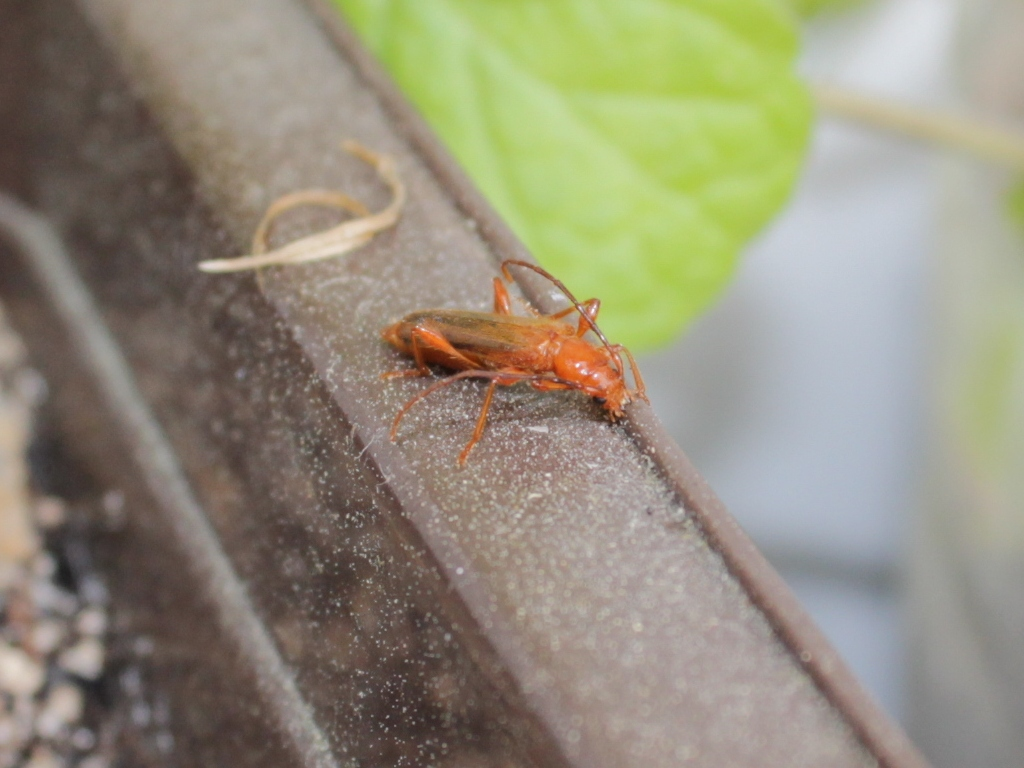
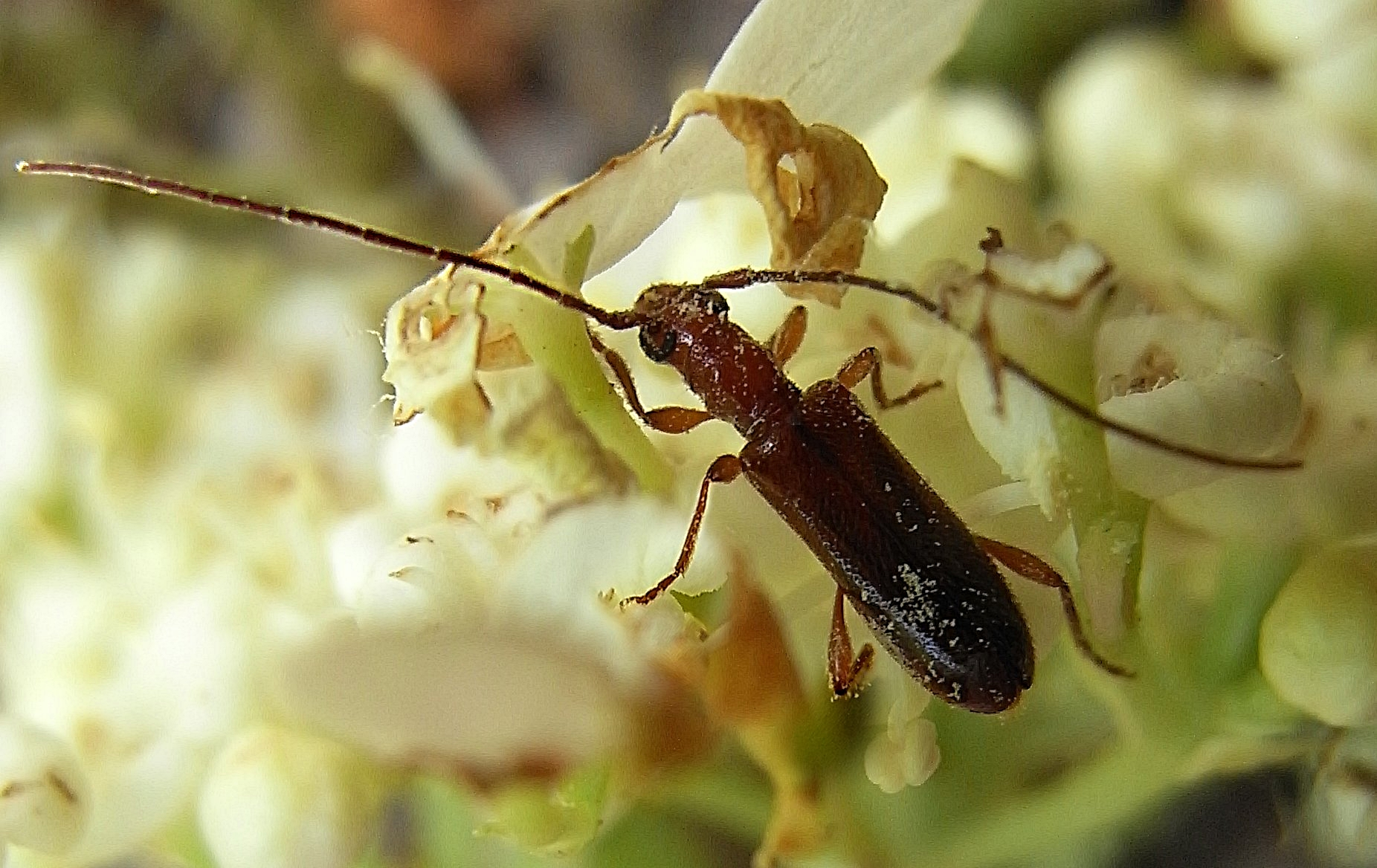
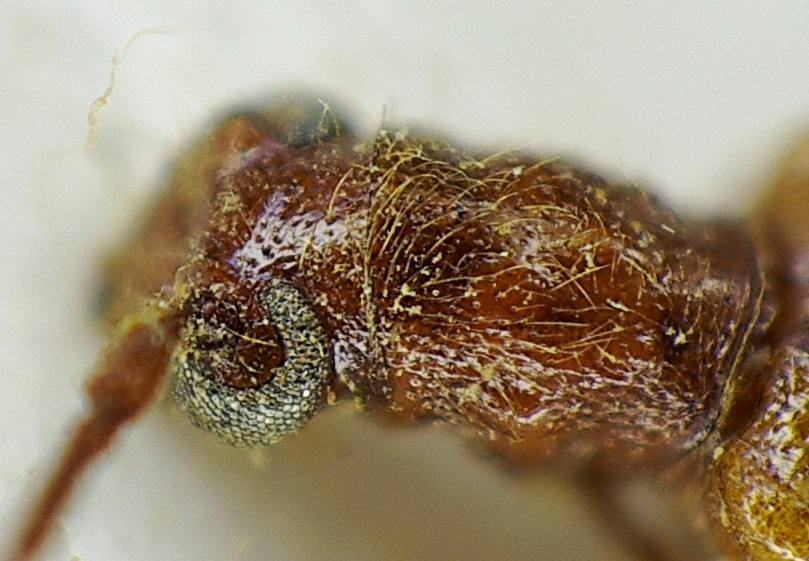
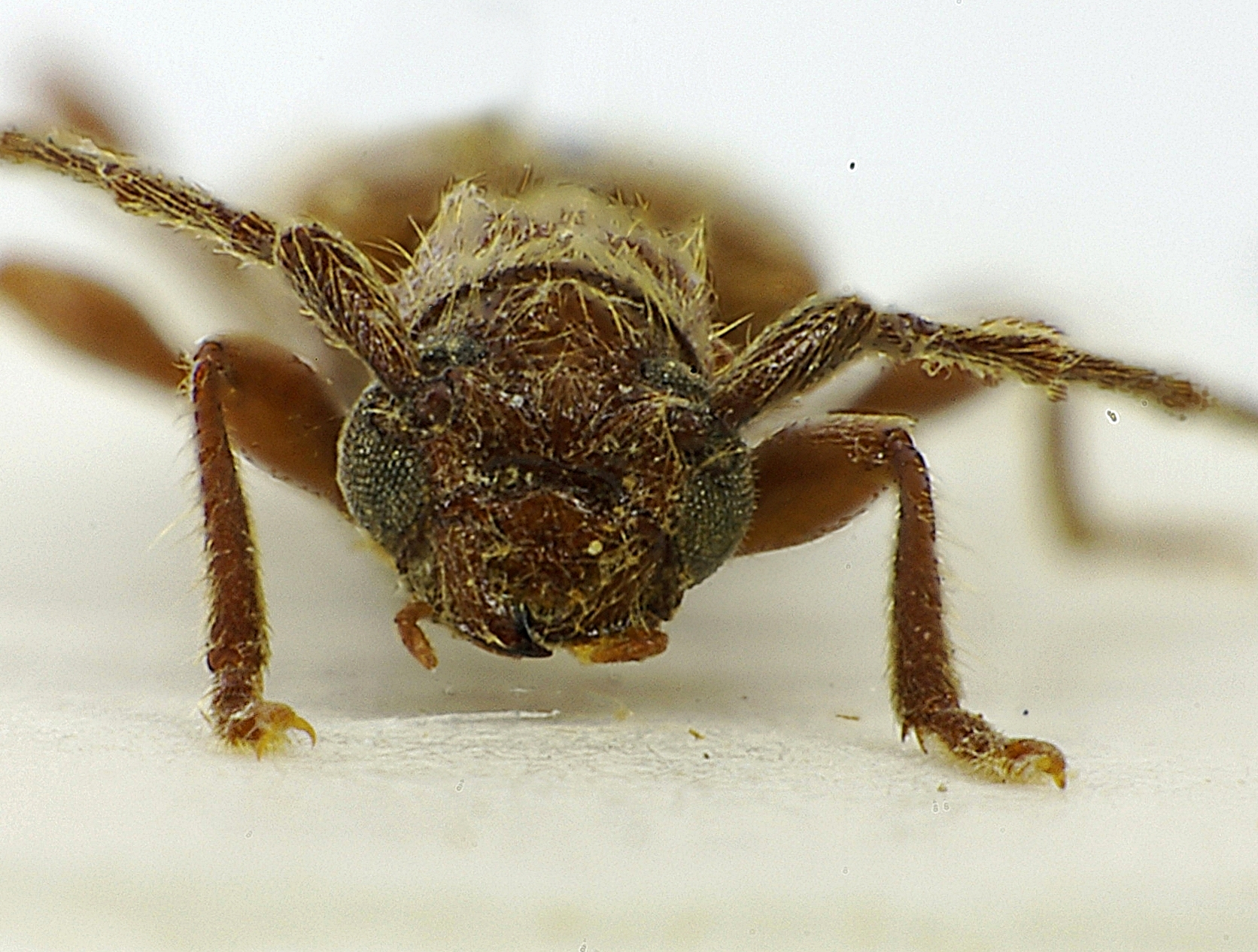
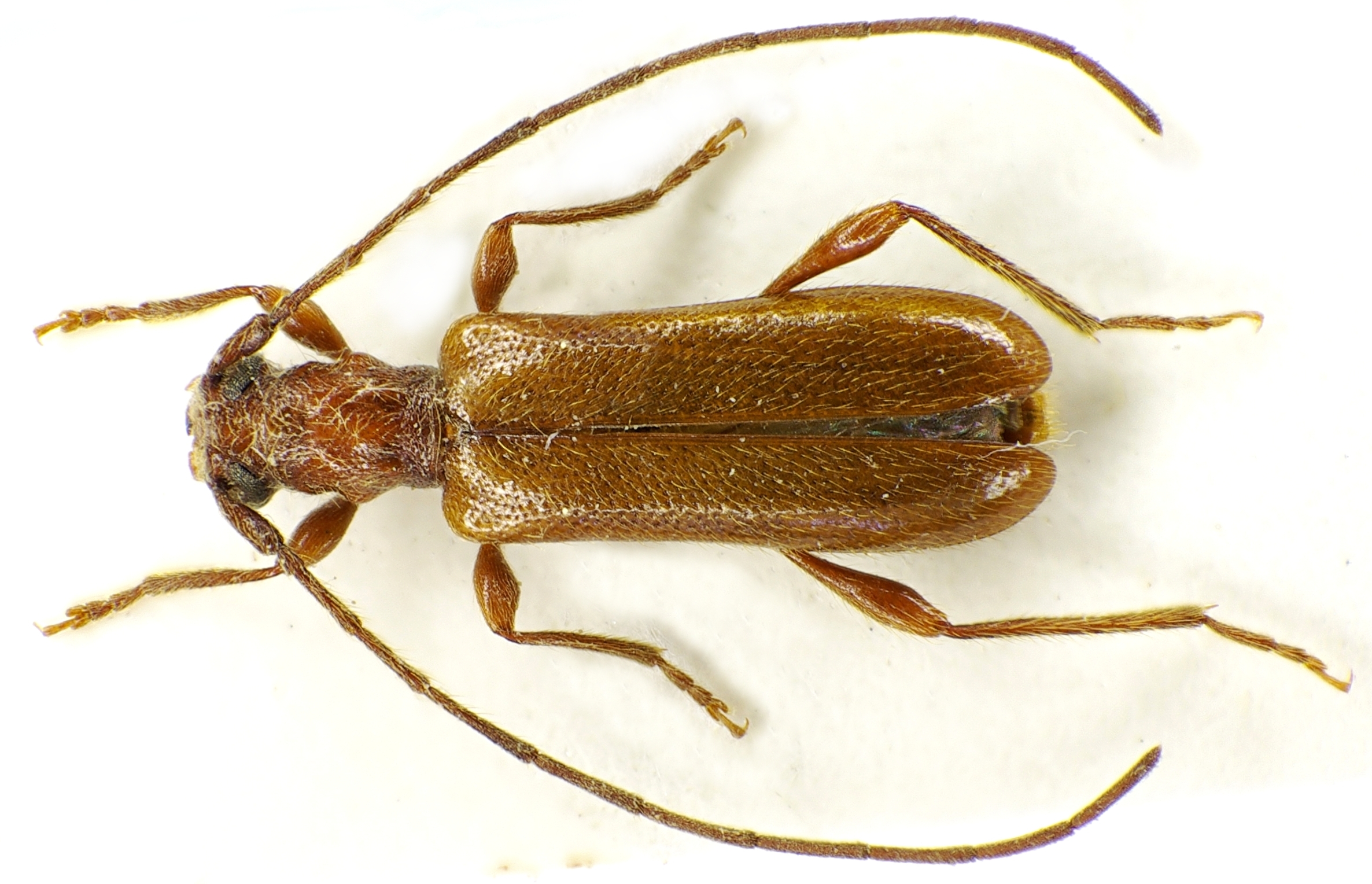

## Dottertaxa tillObrium, i alfabetisk ordning[1][2]
- Obrium aegrotum
- Obrium akikoae
- Obrium albifasciatum
- Obrium angulosum
- Obrium annulicorne
- Obrium arciferum
- Obrium balteatum
- Obrium bartolozzii
- Obrium batesi
- Obrium beckeri
- Obrium bicolor
- Obrium bifasciatum
- Obrium brevicorne
- Obrium brunneum
- Obrium californicum
- Obrium cantharinum
- Obrium castaneomarginatum
- Obrium cephalotes
- Obrium cicatricosum
- Obrium circumcinctum
- Obrium circunflexum
- Obrium clerulum
- Obrium complanatum
- Obrium constricticolle
- Obrium consulare
- Obrium coomani
- Obrium cordicolle
- Obrium costaricum
- Obrium cribripenne
- Obrium cruciferum
- Obrium dimidiatum
- Obrium discoideum
- Obrium dominicum
- Obrium elongatum
- Obrium facetum
- Obrium filicorne
- Obrium formosanum
- Obrium fractum
- Obrium fumigatum
- Obrium fuscoapicalis
- Obrium giesberti
- Obrium glabrum
- Obrium gynandropsidis
- Obrium hainanum
- Obrium hattai
- Obrium helvolum
- Obrium huae
- Obrium invenustum
- Obrium kusamai
- Obrium maculatum
- Obrium mozinnae
- Obrium multifarium
- Obrium nakanei
- Obrium obliquum
- Obrium oculatum
- Obrium pallidisignatum
- Obrium peninsulare
- Obrium piperitum
- Obrium planicolle
- Obrium prosperum
- Obrium quadrifasciatum
- Obrium rubidum
- Obrium ruficolle
- Obrium rufograndum
- Obrium rufulum
- Obrium schwarzeri
- Obrium takahashii
- Obrium tavakiliani
- Obrium trifasciatum
- Obrium vicinum
- Obrium xanthum